# Goëngarijpsterpoelen
De Goëngarijpsterpoelen (Fries en officieel: Goaiïngarypster Puollen), ook gespeld als Goingarijpsterpoelen, is een meer in de Friese gemeente De Friese Meren.

## Beschrijving
De Goëngarijpsterpoelen staat op meerdere plaatsen in directe verbinding met het Sneekermeer en is hier enkel van gescheiden door de eilandjes Greate Griene en Lytse Griene. Via de Noorder Oudeweg (Noarder Alde Wei) staat het meer aan de zuidkant in verbinding met de Langweerderwielen (Langwarder Wielen). Aan het meer ligt het dorp Goingarijp (Goaiïngaryp) met jachthaven.
Net als het Sneekermeer wordt de Goëngarijpsterpoelen 's zomers druk bezocht door watersportliefhebbers.
De meren maken deel uit van het Natura 2000-gebied Sneekermeergebied.